# Tan Jiaxin
Tan Jiaxin (Changsha, China, 3 de diciembre de 1996) es una gimnasta artística china, dos veces subcampeona del mundo con su país en el concurso por equipos, en los mundiales de Nanning 2014 y Glasgow 2015. Además logró la medalla de bronce en el mismo concurso en las Olimpiadas de Río 2016.

## Carrera deportiva
En el Mundial de Nanning 2014 gana la medalla de plata en el concurso por equipos; las otras seis componentes del equipo chino fueron: Yao Jinnan, Huang Huidan, Chen Siyi, Bai Yawen, Shang Chunsong y Xie Yufen. La medalla de oro la ganó el equipo estadounidense.
Junto con su equipo vuelve a ganar la medalla de plata en el Mundial de Glasgow 2015; las otras seis componentes eran: Fan Yilin, Mao Yi, Chen Siyi, Shang Chunsong, Wang Yan y Zhu Xiaofang. La medalla de oro la volvió a ganar el equipo estadounidense.
En los Juegos Olímpicos de Río de Janeiro 2016, logra junto con sus compañeras el bronce en el concurso por equipos, quedando tras las estadounidenses y las rusas. Las otras cuatro componentes del equipo chino fueron: Wang Yan, Fan Yilin, Shang Chunsong y Mao Yi.